# Shanghai Masters
El Masters de Xangai, conegut oficialment com a Rolex Shanghai Masters o Shanghai ATP Masters 1000, és un torneig de tennis professional que es disputa anualment sobre pista dura al Qizhong Forest Sports City Arena de Xangai, Xina. Pertany a les sèries Masters 1000 del circuit ATP masculí. La primera edició del torneig es va celebrar l'any 2009.
El complex Qizhong Forest Sports City Arena es va inaugurar l'any 2004 per organitzar la Copa Masters masculina durant els anys 2005-2007. Amb la reorganització del circuit masculí de tennis professional, la Xina va apostar per organitzar un gran torneig de tennis mentre a l'ATP li interessava estendre el tennis al continent asiàtic. El nou esdeveniment va adquirir les dates del màsters Mutua Madrileña Madrid Open mentre aquest es desplaçava a la primavera i substituint la superfície dura a terra batuda.

## Palmarès

### Individual masculí
| Any  | Campió                                            | Finalista                                         | Resultat                                          |
| ---- | ------------------------------------------------- | ------------------------------------------------- | ------------------------------------------------- |
| 2024 | Jannik Sinner                                     | Novak Đoković                                     | 7−6(4), 6−3                                       |
| 2023 | Hubert Hurkacz                                    | Andrei Rubliov                                    | 6−3, 3−6, 7−6(8)                                  |
| 2022 | Torneig suspès a causa de la pandèmia de COVID-19 | Torneig suspès a causa de la pandèmia de COVID-19 | Torneig suspès a causa de la pandèmia de COVID-19 |
| 2021 | Torneig suspès a causa de la pandèmia de COVID-19 | Torneig suspès a causa de la pandèmia de COVID-19 | Torneig suspès a causa de la pandèmia de COVID-19 |
| 2020 | Torneig suspès a causa de la pandèmia de COVID-19 | Torneig suspès a causa de la pandèmia de COVID-19 | Torneig suspès a causa de la pandèmia de COVID-19 |
| 2019 | Daniïl Medvédev                                   | Alexander Zverev                                  | 6−4, 6−1                                          |
| 2018 | Novak Đoković (4)                                 | Borna Ćorić                                       | 6−3, 6−4                                          |
| 2017 | Roger Federer (2)                                 | Rafael Nadal                                      | 6−4, 6−3                                          |
| 2016 | Andy Murray (3)                                   | Roberto Bautista Agut                             | 7−6(1), 6−1                                       |
| 2015 | Novak Đoković                                     | Jo-Wilfried Tsonga                                | 6−2, 6−4                                          |
| 2014 | Roger Federer                                     | Gilles Simon                                      | 7−6(6), 7−6(2)                                    |
| 2013 | Novak Đoković                                     | Juan Martín del Potro                             | 6−1, 3−6, 7−6(3)                                  |
| 2012 | Novak Đoković                                     | Andy Murray                                       | 5−7, 7−6(11), 6−3                                 |
| 2011 | Andy Murray                                       | David Ferrer                                      | 7−5, 6−4                                          |
| 2010 | Andy Murray                                       | Roger Federer                                     | 6−3, 6−2                                          |
| 2009 | Nikolai Davidenko                                 | Rafael Nadal                                      | 7−6(3), 6−3                                       |

### Dobles masculins
| Any  | Campions                                          | Finalistes                                        | Resultat                                          |
| ---- | ------------------------------------------------- | ------------------------------------------------- | ------------------------------------------------- |
| 2024 | Wesley Koolhof Nikola Mektić                      | Máximo González Andrés Molteni                    | 6−4, 6−4                                          |
| 2023 | Marcel Granollers Horacio Zeballos                | Rohan Bopanna Matthew Ebden                       | 5−7, 6−2, [10−7]                                  |
| 2022 | Torneig suspès a causa de la pandèmia de COVID-19 | Torneig suspès a causa de la pandèmia de COVID-19 | Torneig suspès a causa de la pandèmia de COVID-19 |
| 2021 | Torneig suspès a causa de la pandèmia de COVID-19 | Torneig suspès a causa de la pandèmia de COVID-19 | Torneig suspès a causa de la pandèmia de COVID-19 |
| 2020 | Torneig suspès a causa de la pandèmia de COVID-19 | Torneig suspès a causa de la pandèmia de COVID-19 | Torneig suspès a causa de la pandèmia de COVID-19 |
| 2019 | Mate Pavić Bruno Soares                           | Lukasz Kubot Marcelo Melo                         | 6−4, 6−2                                          |
| 2018 | Łukasz Kubot Marcelo Melo                         | Jamie Murray Bruno Soares                         | 6−2, 6−4                                          |
| 2017 | Henri Kontinen John Peers                         | Lukasz Kubot Marcelo Melo                         | 6−4, 6−2                                          |
| 2016 | John Isner Jack Sock                              | Henri Kontinen John Peers                         | 6−4, 6−4                                          |
| 2015 | Raven Klaasen Marcelo Melo                        | Simone Bolelli Fabio Fognini                      | 6−3, 6−3                                          |
| 2014 | Bob Bryan Mike Bryan                              | Julien Benneteau Édouard Roger-Vasselin           | 6−3, 7−6(3)                                       |
| 2013 | Ivan Dodig Marcelo Melo                           | David Marrero Fernando Verdasco                   | 7−6(2), 6−7(6), [10−2]                            |
| 2012 | Leander Paes Radek Štěpánek                       | Mahesh Bhupathi Rohan Bopanna                     | 6−7(7), 6−3, [10−5]                               |
| 2011 | Max Mirnyi Daniel Nestor                          | Michaël Llodra Nenad Zimonjić                     | 3−6, 6−1, [12−10]                                 |
| 2010 | Jürgen Melzer Leander Paes                        | Mariusz Fyrstenberg Marcin Matkowski              | 7−5, 4−6, [10−5]                                  |
| 2009 | Julien Benneteau Jo-Wilfried Tsonga               | Mariusz Fyrstenberg Marcin Matkowski              | 6−2, 6−4                                          |